# ARA Ingeniero Julio Krause (B-13)
El ARA Ingeniero Julio Krause (B-13) fue un buque petrolero de la Armada Argentina, construido originalmente para Yacimientos Petrolíferos Fiscales (YPF) en 1981 por el astillero Astarsa en 1981, adquirido por la Armada el 5 de marzo de 1993, a 3 400 000 dólares (se pagaron en efectivo 1 200 000 dólares y el resto con servicios de transporte a la empresa con éste).
Contó 28 cuadros militares, de los cuales seis pertenecían a la plana mayor, más el comandante y el segundo. Los 28 suboficiales estaban divididos en dos partes porque estos buques de transporte navales tiene un nivel muy alto de navegación anual —un promedio no menor a 250 días de mar—. Por ese motivo, operaba con dos dotaciones idénticas que se alternaban cada mes —los únicos que permanecían siempre en forma fija eran los oficiales—.

## Su nombre
Lleva su nombre en honor al ingeniero Julio Krause, quien participó del descubrimiento de petróleo en Comodoro Rivadavia, e incentivó la creación de una de las fábricas de vidrio más grandes de la Argentina, además director de ella y principal accionista. Es el primer barco de la flota de la Armada Argentina en llevar este nombre.

## Servicio operativo
En 2008 acompañó en parte de su derrota hasta Sudáfrica a las corbetas ARA Rosales (P-42) y ARA Robinson (P-45), las cuales participaron del ejercicio Atlasur en aguas de ese país africano, reabasteciéndolas de combustible.
Tras realizar misiones como buque tanque aprovisionando las bases navales argentinas durante su historial, en los últimos años la unidad dejó de navegar y se encuentra deteriorada, permaneciendo apenas con un mínimo grado operativo.
El 14 de octubre de 2015 la unidad fue dada de baja según lo dispuesto en el Decreto 2041/2015 y se la asignó como blanco naval.